# Акант (рослина)
Ака́нт чи аканф (Acanthus; ст.-укр. борщъ италийский) — рід трав'янистих рослин родини акантових. Включає 29 видів (за даними The Plant List станом на 2015 рік). Це великі рослини, примітні гарним листям.
У європейському середньовіччі акант асоціювався з терновим вінцем — символом страждань Христа і відзначав життя, біль, співчуття до ближнього і тому відзначався динамічністю побудови й натуралістичністю зображення.
У 1781 році російський історик і етнограф Андрій Мейер писав, що в Україні збирають коріння і листя аканта (Acanthus sativus), квасять разом із червоним буряком і «варять свій борщ або бураки». В Росії тим часом вживали в їжу сире стебло цієї трави.